# St. Corona am Wechsel
St. Corona am Wechsel, Sankt Corona am Wechsel – gmina w Austrii, w kraju związkowym Dolna Austria, w powiecie Neunkirchen. Liczy 388 mieszkańców (1 stycznia 2014).